# Kovács Dénes (hegedűművész)
Kovács Dénes (Vác, 1930. április 18. – Budapest, 2005. február 11.) Kossuth-díjas és Liszt Ferenc-díjas hegedűművész, kiváló művész.

## Életútja
A Fodor Zeneiskolában kezdett hegedülni tanulni Rados Dezsőnél, majd 1944-től Zathureczky Ede tanítványa volt. 1955-ben ő lett a londoni Flesch-hegedűverseny győztese. 1951 és 1961 között a Magyar Állami Operaház koncertmestere volt. 1957-től haláláig tanított a Zeneművészeti Főiskolán, amelynek főigazgatója (1967–1971), majd rektora (1971–1980) volt.
Igazgatósága alatt alapította meg a Zeneakadémia Nagydíját és a Kivételes Tehetségű Gyermekek Képzőjét. Versenyeket rendezett korábbi nagy magyar hegedűsök emlékére, emelte a zenekari muzsikus képzés színvonalát, és a Zeneakadémia hagyományainak megfelelően ismét szétválasztotta a tanár- és művészképzést, s nem utolsósorban az ő utasítására kapott önálló tanszaki rangot a kamarazene. Élete végéig koncertezett bel- és külföldön, zsűrizett rangos nemzetközi hegedűversenyeken.
„Távoztával a Zeneakadémia történetének egy fontos fejezete vált emlékké, és egyben példává növendékei és követői számára” – adta hírül Batta András, a Liszt Ferenc Zeneművészeti Egyetem rektora halálakor.

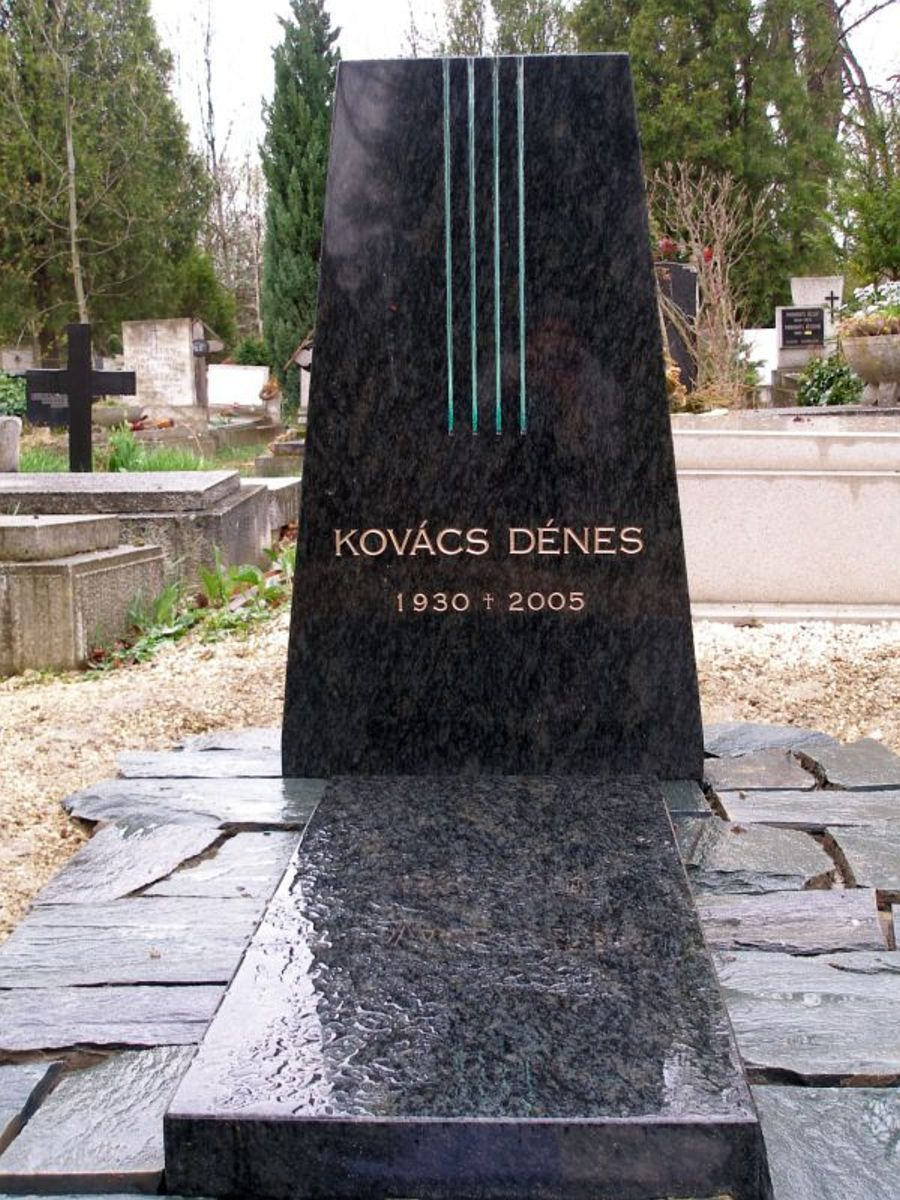
Sírja a Farkasréti temetőben (21/A-6)

## Művészete
Játékát a sallangmentesség, a fegyelmezettség, tisztaság és egyszerűség jellemezte. Szólistaként végigjátszotta szinte a teljes klasszikus repertoárt, de a kortárs zeneszerzők hegedűversenyei sem maradtak ki koncertjeiből, lemezfelvételeiből. Nagyszámú hangfelvétel őrzi mesteri játékát.
1959-ben Milánóban Giuseppe Ornati hegedűkészítőtől rendelt egy koncerthegedűt. Ezt követően
Kovács Dénes egy Guarnerin („Guarnerius del Gesù 1742”) játszott, amelyet halála után Kelemen Barnabás kapott meg használatra.

## Díjai
- Reményi-díj (1948)
- Liszt Ferenc-díj (1954, 1958)
- Carl Flesch verseny (London) I. díj (1955)
- Kossuth-díj (1963)
- Kiváló művész (1970)
- Munka Érdemrend arany fokozata (1974)
- Bartók–Pásztory-díj (1989, 2000)
- A Magyar Köztársasági Érdemrend tisztikeresztje (2004)